# Jammin' (videogioco)
Jammin' è un videogioco d'azione con elementi rompicapo pubblicato nel 1984 per Commodore 64 dall'editrice britannica Taskset e nel 1985 per Amstrad CPC, con il titolo Jammin, dalla Taskset e dalla Amsoft.
Ha un tema dedicato alla musica (il titolo è ispirato alla celebre canzone Jamming) e si svolge su scenari multicolore dove il protagonista può camminare solo rimanendo sullo stesso colore.
Ebbe un seguito, Beat It!, di un diverso produttore e solo per Commodore 64.

## Modalità di gioco
Il gioco si svolge su un pavimento rettangolare visto dall'alto a schermo fisso, suddiviso in aree o percorsi di quattro colori diversi. Ci sono alcuni nastri trasportatori formati da caselle di colori diversi, orientati in orizzontale o in verticale, che scorrono sempre nella stessa direzione, a volte anche uscendo dallo scenario e risbucando dalla parte opposta. Il personaggio del giocatore, Rankin Rodney, può camminare in tutte le direzioni, ma quando si trova su un colore deve rimanere sempre su quel colore. Le aree non contigue si possono raggiungere salendo sulle caselle di quel colore dei nastri trasportatori. Su Commodore 64 alcune caselle dei nastri hanno l'aspetto di diamanti multicolore e permettono di salire e scendere da/a qualsiasi area, quindi sono l'unico modo per cambiare colore. Su Amstrad CPC tutte le caselle dei nastri permettono di scendere su aree di qualsiasi colore (ma si sale sempre solo dal colore corrispondente).
Per superare un livello si devono raccogliere quattro strumenti musicali, situati inizialmente su quattro colori diversi, e portarli, uno alla volta, su quattro caselle triangolari situate al centro dello scenario (ciascuno strumento va in una precisa casella, che di volta in volta lampeggia).
Sullo scenario si trovano nemici da evitare di tre tipi. Le note (doppie crome) vagano seguendo le stesse regole di movimento di Rodney, e se lo raggiungono quando trasporta uno strumento glie lo sottraggono facendolo ritornare sullo scenario. Le "distorsioni" sono immobili e fanno perdere una vita se toccate. Gli omini compaiono solo man mano che si portano al centro gli strumenti, vagano come le note, ma qualche volta possono anche passare direttamente tra colori diversi. Anch'essi sottraggono gli strumenti a Rodney, ma li portano con sé e il giocatore li deve inseguire per riprenderli. Per ogni livello c'è un punteggio bonus che cala col passare del tempo e se si esaurisce si perde una vita.
Ci sono in tutto 20 livelli che rappresentano la classifica Top 20 di vendita dei dischi, infatti la numerazione va da 20 a 1. I livelli hanno forme sempre diverse dello scenario e spesso diversi sottofondi musicali. Ogni brano è a tre voci, percussioni, basso e melodia, che si sentono o meno a seconda della situazione. Quando Rodney è a mani vuote si sentono solo le percussioni e quando trasporta uno strumento si sente il brano completo. Su Commodore 64 quando sale su un nastro a mani vuote si sente anche il basso.
Su Commodore 64, dal menù principale si possono impostare la difficoltà, il livello di partenza (fino a 8) e il numero di vite.

## Accoglienza
Jammin' per Commodore 64 fu ai vertici della classifica britannica dei videogiochi per diversi mesi.
La critica europea, perlopiù britannica, di solito apprezzò il gioco in entrambe le versioni, spesso anche con giudizi ottimi. Frequenti erano gli apprezzamenti sulla musica, mentre la grafica era a volte considerata la parte più ordinaria.
Un raro giudizio molto negativo sulla giocabilità venne dalla rivista Computer and Video Games per la versione Commodore 64, tuttavia la stessa rivista l'anno seguente giudicò ottimamente la versione Amstrad CPC.